# Wuyishan (stad)
Wuyishan (kinesiska: 武夷山市, pinyin: Wǔyíshānshì) är en stad på häradsnivå som är belägen i Nanpings stad på prefekturnivå i den nordvästra delen av provinsen Fujian i Kina. Staden gränsar i norr till Jiangxi-provinsen och ligger  omkring 230 kilometer nordväst om provinshuvudstaden Fuzhou.  Den har fått sitt nuvarande namn efter berget Wuyishan, som delvis ligger innanför stadens gränser och  som sedan 1999 är uppfört på Unescos lista över världsarv. Före 1989 var den ett härad med namnet Chong'an (Chong'an Xian). Staden har egen flygplats.

## Administrativ indelning
Wuyishan är indelat i tre stadsdelsdistrikt, tre köpingar och fyra socknar.
Stadsdelsdistrikt (jiedao):

- Chong'an (崇安街道)
- Wuyi (武夷街道)
- Xinfeng (新丰街道)

Köpingar (zhen):

- Wufu (五夫镇)
- Xingcun (星村镇)
- Xingtian (兴田镇)

Socknar (xiang):

- Langu (岚谷乡)
- Shangmei (上梅乡)
- Wutun (吴屯乡)
- Yangzhuang (洋庄乡)